# ميغيل شوفالييه
ميغيل شوفالييه (بالفرنسية: Miguel Chevalier)‏ هو فنان فرنسي، ولد في 22 أبريل 1959 في مدينة مكسيكو في المكسيك.

## وصلات خارجية
- الموقع الرسمي